# Edmond Rothé
Ne doit pas être confondu avec Jean-Pierre Rothé, son fils.
Edmond Rothé, né le 13 octobre 1873 à Paris, et mort le 28 août 1942 à Lezoux (Puy-de-Dôme), est un physicien et géophysicien français, professeur d'université, fondateur et premier directeur de l'institut de physique du globe de Strasbourg.

## Biographie

### Origines et formation
Fils de Charles Rothé (1829-1899) et de Sophie Schmidt (1834-1929), Edmond Ernest Antoine Rothé naît le 13 octobre 1873 au no 37 de l'avenue Duquesne (Paris 7e) dans une famille protestante originaire d'Alsace-Lorraine,,. Sa famille paternelle a probablement de très anciennes racines en Souabe, le « é » final du nom résultant d'une francisation de « Roth » ou de « Rothe » (« le Rouge », ou « le Roux »).

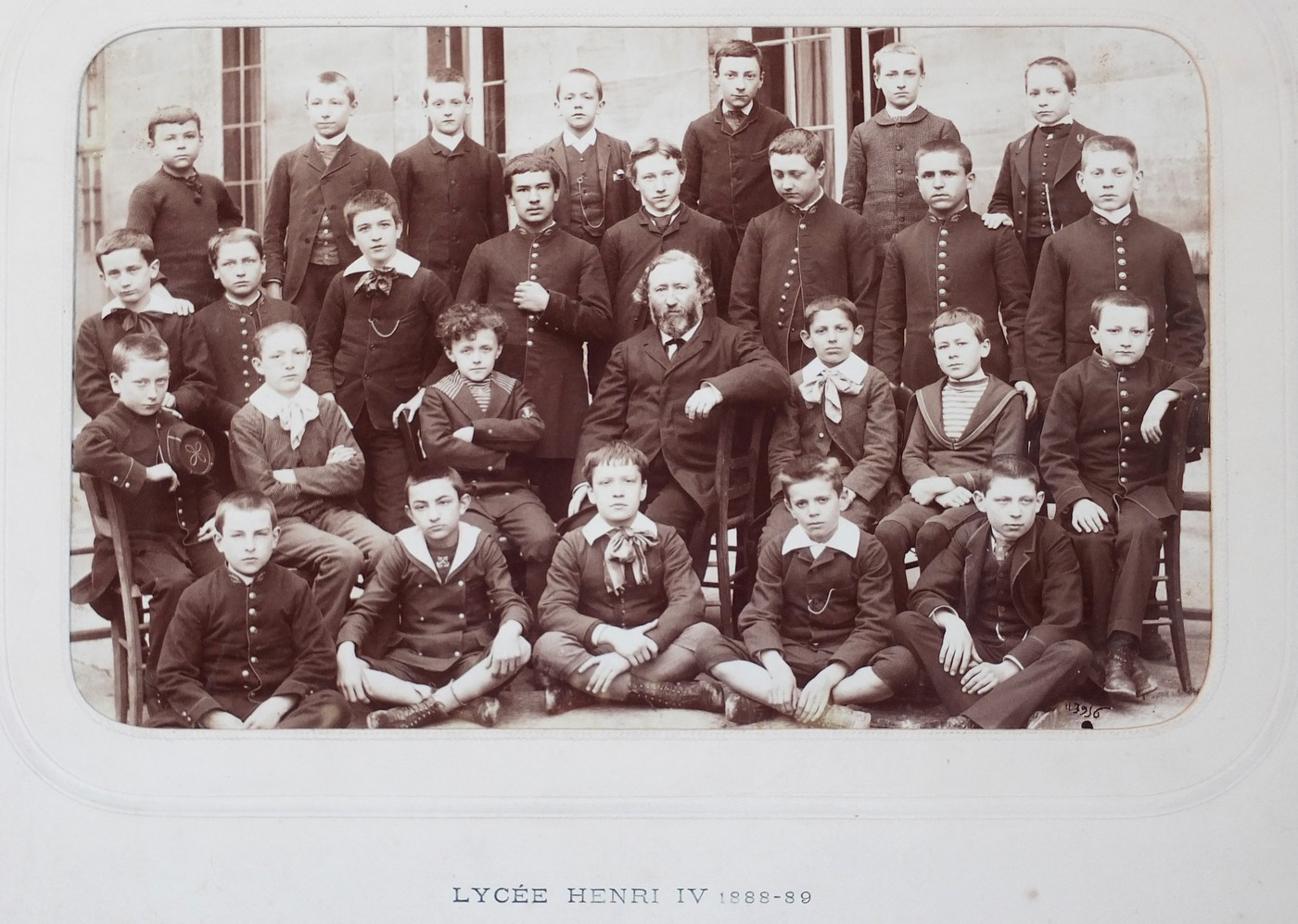
Une classe du lycée Henri-IV en 1888-1889, année de l'entrée en seconde d'Edmond Rothé. Photographie de Jules David (1848-1923).

En 1873, Charles Rothé, originaire de Bitche, est officier d’administration des bureaux d'intendance militaire. À ce titre, il a participé aux campagnes du Second Empire en Crimée et en Italie du Nord. Il a épousé en 1861 Sophie Schmidt, la fille d'un teinturier en soie et mérinos de Strasbourg, dont il a eu deux fils : Charles, né en 1862, qui deviendra professeur de lycée ; et Gaston (1863-1938), qui fera carrière au Comptoir national d'escompte de Paris. Charles Rothé père, farouchement républicain, voit ses opinions sanctionnées par une mutation en Algérie. Edmond naît à Paris dix ans plus tard, après que le couple eut opté pour la nationalité française en 1871.
Le jeune Edmond, qui parle couramment alsacien et allemand, et qui aime passer ses vacances en Alsace chez son oncle le pasteur Charles Schmidt, entre à l'âge de huit ans dans les « petites classes » du lycée Henri-IV, où il fait toutes ses études. Il bénéficie d'une bourse à partir de la seconde, et il côtoie alors Léon Blum, de 18 mois son aîné, lorsque celui-ci intègre le lycée en classe de philosophie. Après un baccalauréat de mathématiques élémentaires en 1891, Rothé obtient à la Sorbonne une double licence de mathématiques et de physique (1895 et 1896). Préparateur au laboratoire d’enseignement de physique de la Sorbonne, il passe avec succès son agrégation de physique en 1899. Et, le 23 décembre 1903, il soutient une thèse de doctorat ès sciences sur la polarisation des électrodes.

### Nancy, la photographie interférentielle et la météorologie

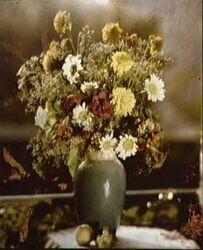
Nature morte (entre 1891 et 1899), photographie interférentielle de Gabriel Lippmann. C'est en assistant à la Sorbonne aux expériences de Lippmann que Rothé se lancera dans cette technique photographique après sa thèse.

En janvier 1904, quelques jours après sa soutenance de thèse, Rothé rejoint Grenoble où l'attend un poste de maître de conférences en physique. Moins de deux ans plus tard, il quitte Grenoble pour Nancy — alors l'une des plus actives universités françaises de province dans le domaine scientifique — où un poste équivalent lui est proposé. Avant de prendre ses fonctions à la faculté des sciences de Nancy, il épouse le 19 octobre 1905 à Paris Marguerite Tilly (1880-1970), fille d'une Déodatienne et d'un graveur sur bois originaire de Toul,.
À Grenoble puis à Nancy, le jeune maître de conférences se prend d'intérêt pour la photographie interférentielle, un procédé inventé par Gabriel Lippmann en 1891, qui permet de réaliser des prises de vue en couleur sans recours à des colorants. Entre 1904 et 1910, treize de ses publications y sont consacrées. Sa nomination comme professeur adjoint (1908), puis comme professeur (1910), en lui donnant plus de liberté, le fait radicalement changer de centres d'intérêt. Soutenu dès 1911 par le capitaine Ferrié, pionnier de la radiotélégraphie, il cherche à développer cette nouvelle technique de transmission pour la météorologie, en l'appliquant à l'agriculture et l'aviation. Président de la commission météorologique de Meurthe-et-Moselle, il met sur pied en 1912 un enseignement universitaire d'aérodynamique et installe une station aérologique à proximité de Nancy. Il crée enfin en 1913 un institut d’aérodynamique et de météorologie dont il devient le directeur juste avant la Grande Guerre.

### La Première Guerre mondiale, la radiotélégraphie et l'aérologie

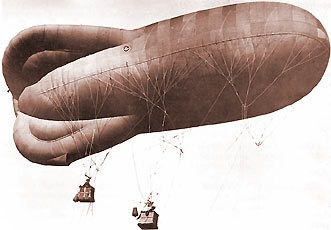
Ballon captif utilisé pendant la Première Guerre mondiale. Rothé utilisera des ballons similaires pour y suspendre son prototype d'anémomètre.

Début août 1914, le jour même de la mobilisation et bien que n'étant pas appelé car affecté au service auxiliaire pour forte myopie, Rothé sollicite l'aval du général Foch — qui commande le 20e corps d'armée de Nancy — pour équiper les ambulances d'appareils de radiographie. Il installe aussi des postes émetteurs-récepteurs dans les forts qui défendent Nancy, et équipe les hôpitaux de la ville de groupes électrogènes. Versé dans le génie en mars 1916 comme officier d’administration, il est détaché à l'établissement central de la radiotélégraphie où il retrouve le colonel Ferrié. Il est la personnalité toute désignée pour présider le comité technique d'aéronautique de la direction des inventions, et dispenser des conférences aux officiers supérieurs.
Dans ces nouvelles fonctions, il laisse libre cours à son inventivité pour mettre au point un anémomètre à oscillations électriques et procéder à des expériences d'aérologie à l'aide de ballons captifs. La connaissance de la vitesse du vent en altitude permet en effet de régler de façon précise les tirs d'artillerie, et son appareillage fera ses preuves en 1917 lors de la seconde bataille de l'Aisne. Rothé joue également un rôle important au Bureau central de la météorologie pour déterminer, dans l'ensemble des sciences de la Terre, ce qui pourrait être utilisé à des fins militaires. Il se retrouve ainsi chargé de simuler des conditions de vols atmosphériques et de rationaliser les techniques aéronautiques.
Sous-lieutenant du génie à la fin de la guerre, il est fait chevalier de la Légion d'honneur en janvier 1919.

### L'institut de physique du globe de Strasbourg

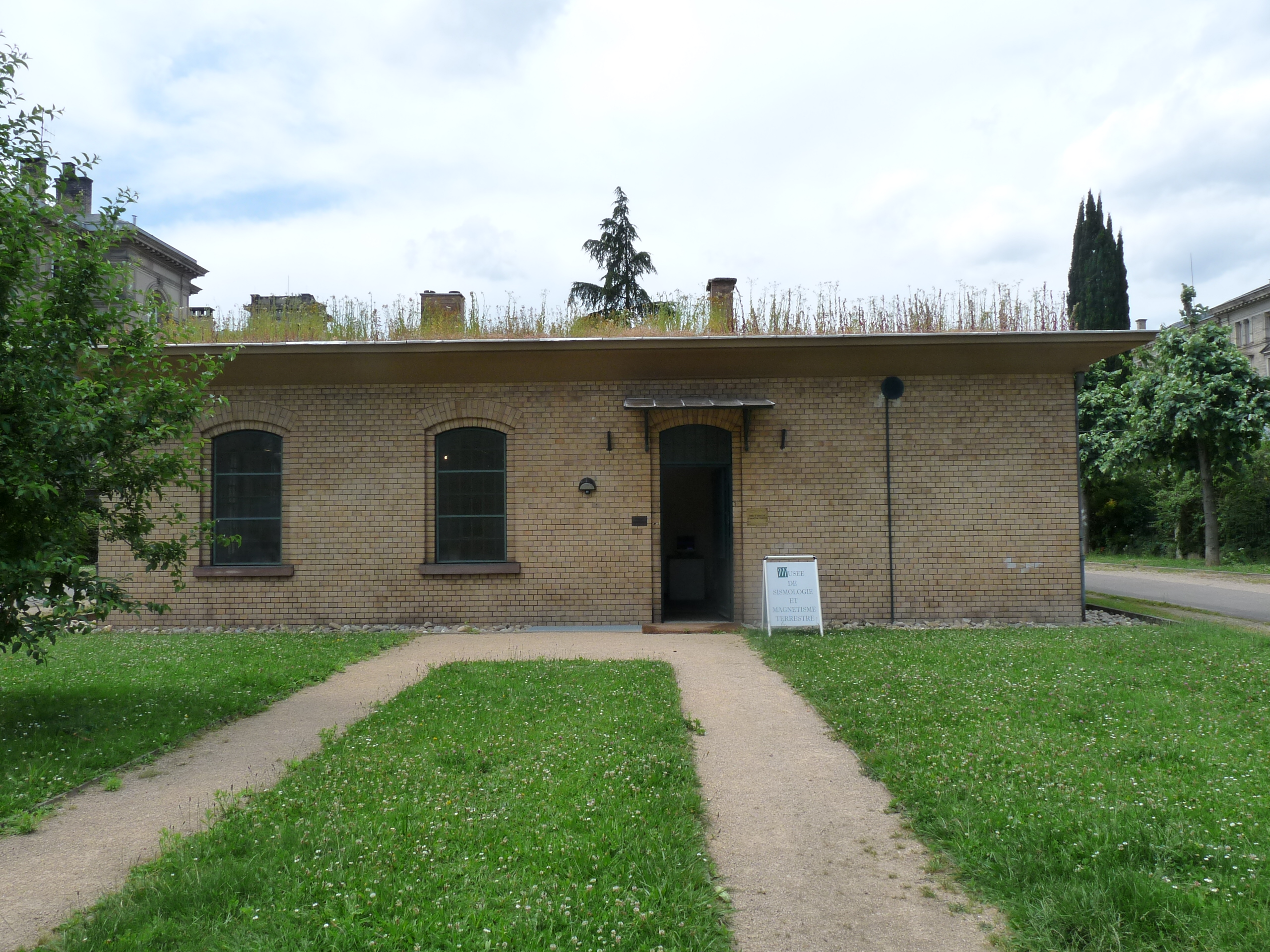
Ancienne « station centrale séismologique » de Strasbourg, qui abrite maintenant le musée de sismologie et de magnétisme terrestre.

Début janvier 1919 et pas encore démobilisé, Rothé répond à l’appel de l'université de Strasbourg qui cherche à compléter son corps enseignant pour assurer le redémarrage des cours. Dès son arrivée, Rothé s'inquiète du devenir de l'Association internationale de séismologie (A.I.S.), fondée en 1904 pour une durée de douze ans au sein de la Kaiser-Wilhelms-Universität, comme s’appelait alors l’université allemande de Strasbourg,. L'Allemagne, en évacuant l'Alsace, lègue également deux institutions d'importance stratégique : un service météorologique, et une « station centrale séismologique » qui est équipée des plus performants instruments de l’époque. En juin 1919, Rothé propose de les regrouper au sein d'un institut de physique du globe (I.P.G.), le premier du genre en France. Il en devient le directeur et se voit attribuer une chaire de physique du globe.
Cette création de l'I.P.G. de Strasbourg en 1919, puis en 1921 celle du Bureau central séismologique français (B.C.S.F.) — dont il prend également la direction —, orientent définitivement la carrière de Rothé vers la géophysique et la sismologie, d'autant plus qu'il se retrouve bientôt secrétaire général d'une A.I.S. ressuscitée, ainsi que directeur du Bureau central international de séismologie, l'organisme qui collationne les observations sismologiques au niveau mondial. Son expérience en télégraphie lui permet de proposer une meilleure gestion de la transmission des informations.
Il consacre dès lors une grande part de son activité au développement
de l'instrumentation sismologique en France et aux colonies, en tentant de standardiser les appareillages. À Strasbourg même, il fait achever en 1925 la construction du « grand pendule », un monstrueux sismographe de 19 tonnes que les sismologues allemands avaient commencé à assembler en 1910. Par ailleurs, il organise les enquêtes macrosismiques (dégâts et effets des séismes ressentis en France) qu'effectue le B.C.S.F. Ces deux aspects de l'observation des séismes (données instrumentales et enquêtes) paraissent chaque année dans l'Annuaire de l'institut de physique du globe de Strasbourg, une publication qu'il fonde et qu'il anime. Il établit aussi, en complétant d'anciens travaux de compilation, un catalogue de sismicité historique de la France. Enfin, au cours des années trente et jusqu'à sa mort, il se prend de passion pour la radioactivité des roches et développe la prospection radiométrique.

### L'engagement à gauche et le repli à Clermont

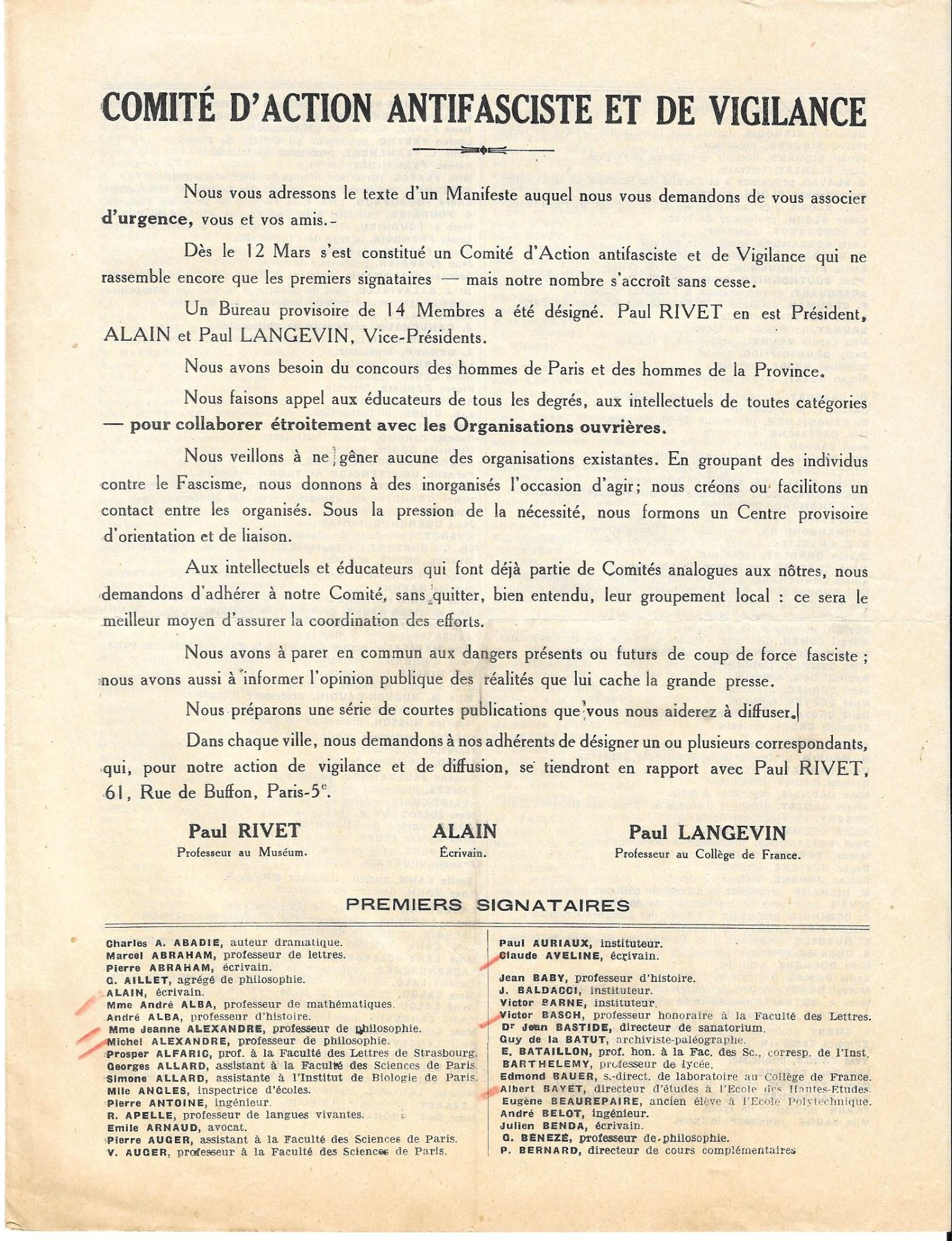
Manifeste du Comité d'action antifasciste et de vigilance, 1934.

C'est probablement le souvenir de l'engagement de son père, républicain, franc-maçon et antidreyfusard, qui pousse Rothé à fonder les sections strasbourgeoises de la Ligue des droits de l'Homme (1919) et du Comité de vigilance des intellectuels antifascistes (1934). Il occupe la fonction de doyen de la faculté des sciences de Strasbourg de 1929 à 1935, mais n'est pas réélu en 1935, car sa présidence du comité départemental du rassemblement populaire lui attire beaucoup d'hostilité, en particulier à l'université,. Il est en revanche reconnu scientifiquement en 1938 par son élection comme membre correspondant de l'Académie des sciences (section d'astronomie).
L'université de Strasbourg se replie en 1939 à Clermont-Ferrand. Au moment de quitter Strasbourg en 1940, Rothé tient à remettre lui-même le matériel dont il est responsable au représentant allemand, lui disant froidement : « Surtout, prenez bien soin de tout ce matériel, car j'entends le retrouver en bon état lorsque je rentrerai à Strasbourg. » Mis à la retraite d'office en juin 1941 par le régime de Vichy pour sanctionner des opinions politiques jugées trop à gauche et peut-être aussi la longue amitié qui le lie à Léon Blum, il meurt à Lezoux, dans le Puy-de-Dôme, le 28 août 1942.
Il est inhumé dans le petit cimetière Sainte-Hélène de Strasbourg aux côtés de sa mère et de son oncle. Avec son épouse Marguerite, il avait eu trois enfants : Jean-Pierre Rothé (1906-1991), également géophysicien et sismologue, qui poursuivra l'œuvre de son père ; Daniel Rothé (1908-1985), ingénieur divisionnaire des mines ; et Violette Rothé-Bretey (1912-2000), qui épousera Jean Bretey, chef de service à l'Institut Pasteur et membre de l'Académie de médecine,.

## Œuvre scientifique
« Grand travailleur », « professeur-né » selon le recteur Charles Adam, mais aussi « grand amateur de courses automobiles et de vaudevilles », « faisant penser à Zola par sa carrure, son front bombé, ses lorgnons et sa coupe de barbe », Rothé a publié plus de deux cents articles et ouvrages qui révèlent son originalité, son sens critique, son esprit d’innovation et sa connaissance des techniques les plus récentes. Concernant la  T.S.F., son principal apport est l'amélioration de la réception par des antennes de taille réduite. On retiendra aussi, pendant la Grande Guerre, la mise au point de son « anémomètre à oscillations électriques », où le câble de retenue du ballon captif embarquant l'appareil est utilisé pour la transmission des informations.

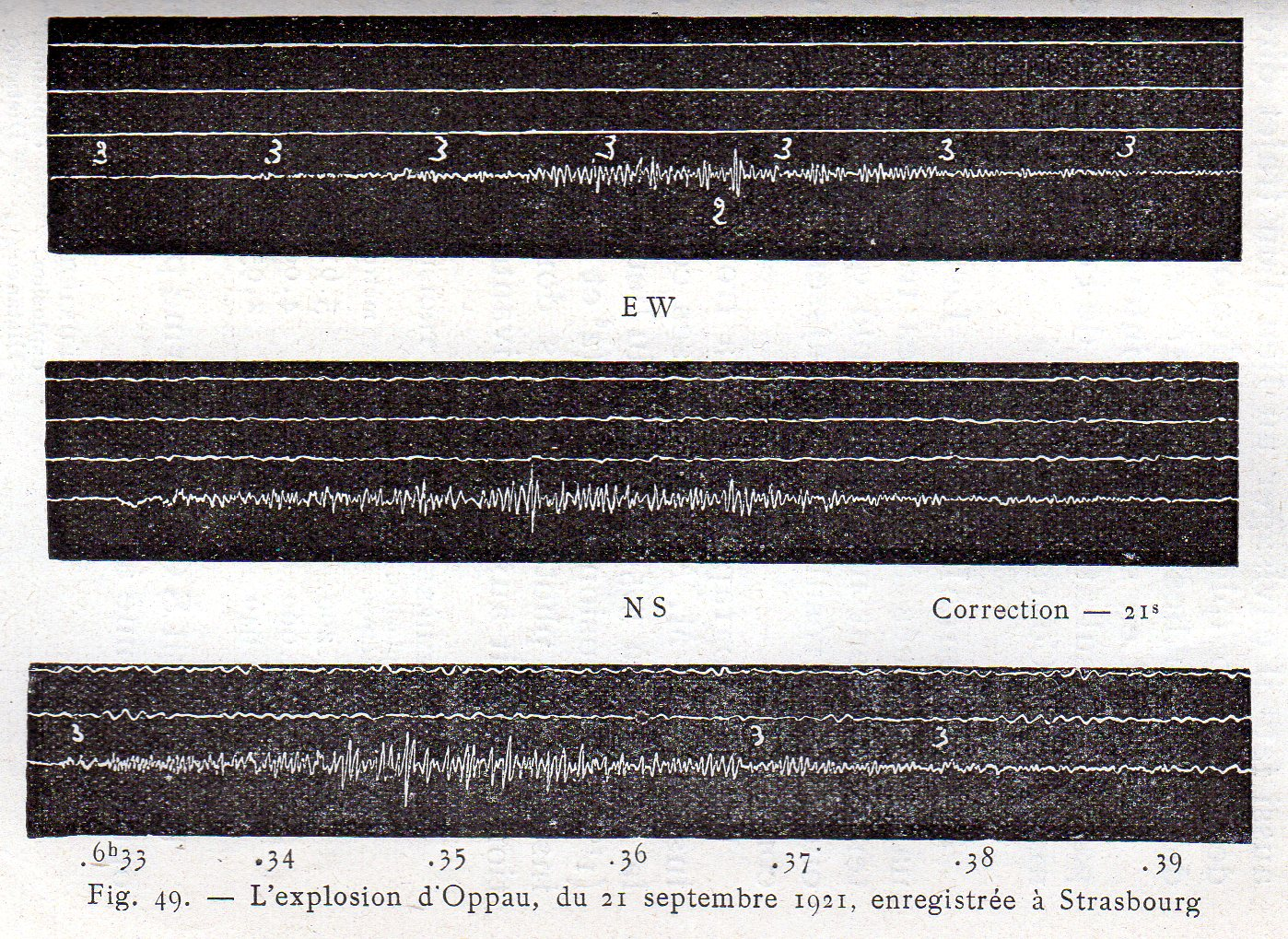
Enregistrement à Strasbourg de l'explosion accidentelle d'Oppau, le 21 septembre 1921, qui a permis une première détermination de la vitesse des ondes sismiques P dans la croûte supérieure du Fossé rhénan : entre 5,4 et 5,73 km/s selon les auteurs.

En sismologie, si Rothé s'est surtout borné à compiler et compléter les listes de séismes historiques précédemment établies, son petit catalogue des tremblements de terre en France a le mérite d'être le premier du genre. Son sismographe de 19 tonnes ne peut être considéré que comme une curiosité instrumentale, mais les enregistrements d'explosions accidentelles ou contrôlées l'ont conduit à étudier en détail la propagation des ondes sismiques dites « de surface ». Ses travaux sur la prospection radiométrique appliquée aux roches cristallines des Vosges et du Massif central s'avéreront de la première importance lorsqu'il s'agira, au début des années cinquante, de prospecter la France pour localiser des gisements de minerais d'uranium. Par ailleurs, la détermination de la radioactivité tout au long d'un forage deviendra, sous le nom de « radiocarottage », l'une des techniques d'investigation utilisées par les diagraphies en géophysique.
Rothé, connu du grand public dans la première moitié du XXe siècle pour plusieurs ouvrages de vulgarisation sur les séismes, est aussi l'auteur d'un volumineux cours de physique en trois tomes. La géophysique appliquée — domaine qui lui tenait tout particulièrement à cœur, comme le révèle sa création du diplôme d'ingénieur-géophysicien délivré par l'université de Strasbourg dès 1920 — est présente dans son œuvre par la publication posthume (avec son fils Jean-Pierre Rothé) des deux tomes de plus de mille pages de leur Prospection géophysique. Le dernier livre sur lequel il travaillait juste avant sa mort (Questions actuelles de géophysique théorique et appliquée) peut être considéré comme son testament scientifique.

### Sélection d'articles
- « Photographies en couleurs obtenues par la méthode interférentielle sans miroir de mercure », C. R. Acad. Sci. Paris, vol. 139,‎ 10 octobre 1904, p. 565–567 (lire en ligne).
- (avec Eugène Grégoire de Bollemont), « Photographie interférentielle des couleurs sous l'incidence de 45° en lumière naturelle et en lumière polarisée : étude du décalage, influence du temps de pose et de la nature des émulsions », Association française pour l'avancement des sciences, Toulouse,‎ 1910, p. 207-211 (lire en ligne).

- « Sur le tremblement de terre du 16 novembre », C. R. Acad. Sci. Paris, vol. 153,‎ 4 décembre 1911, p. 1192 (lire en ligne).
- « Sur la réception des radiotélégrammes météorologiques avec antennes réduites », C. R. Acad. Sci. Paris, vol. 154,‎ 22 janvier 1912, p. 193-196 (lire en ligne).
- « Sur la réception des radiotélégrammes par des antennes multiples avec ou sans mise au sol », C. R. Acad. Sci. Paris, vol. 156,‎ 10 mars 1913, p. 774-777 (lire en ligne).
- « Sur un anémomètre à oscillations électriques », C. R. Acad. Sci. Paris, vol. 170,‎ 17 mai 1920, p. 1197-1198 (lire en ligne).
- « Mesures aérologiques, préparation du tir dans les armées françaises et allemandes », Revue d'artillerie, t. 86,‎ août 1920, p. 113-132 (lire en ligne).
- « Les tremblements de terre en France », Matériaux pour l'étude des calamités, no 9 (3e année),‎ avril-juin 1926, p. 3-47.
- (avec F. Stoeckel), « Sur la radioactivité des couches géologiques de la vallée du Rhin », C. R. Acad. Sci. Paris, vol. 199,‎ 3 décembre 1934, p. 1330-1332 (lire en ligne).
- « Sur la méthode de prospection des couches géologiques par les radiations pénétrantes », C. R. Acad. Sci. Paris, vol. 212,‎ 3 février 1941, p. 212-215 (lire en ligne).

### Principaux ouvrages
- Contribution à l'étude de la polarisation des électrodes (Thèse de doctorat ès sciences), Paris, Gauthier-Villars, 1904, 207 p.
- Les Applications de la télégraphie sans fil : Traité pratique pour la réception des signaux horaires et des radiotélégrammes météorologiques, Paris, Berger-Levrault, 1913, 199 p.
- Cours de physique professé à la faculté des sciences de Nancy, à l'usage des étudiants de licence et des instituts techniques, t. 1 : Généralités, unités, similitude, mesures, Paris, Gauthier-Villars, 1914, VI-187 p.
- Cours de physique professé à la faculté des sciences de Nancy, à l'usage des étudiants de licence et des instituts techniques, t. 2 : Thermodynamique, Paris, Gauthier-Villars, 1917, XIII-328 p.
- Le Tremblement de terre, Paris, Félix Alcan, 1925 (réimpr. 1932), 248 p. (lire en ligne).
- Cours de physique professé à la faculté des sciences de Nancy, à l'usage des étudiants de licence et des instituts techniques, t. 3 : Aérologie et aérodynamique, Paris, Gauthier-Villars, 1928, 367 p.
- Les Ondes séismiques et leur propagation, Paris, Gauthier-Villars, coll. « Mémorial des sciences physiques » (no XII), 1930, 59 p. (lire en ligne).
- Les Tremblements de terre, leurs causes, leurs effets, Paris, Flammarion, coll. « Bibliothèque de philosophie scientifique », 1942, 242 p.
- Questions actuelles de géophysique théorique et appliquée, Paris, Gauthier-Villars, 1943, 427 p.
- (avec Jean-Pierre Rothé), Prospection géophysique, t. 1 : Méthodes séismiques et ionométriques, Paris, Gauthier-Villars, 1950, VIII-439 p.
- (avec Jean-Pierre Rothé), Prospection géophysique, t. 2 : Méthodes gravimétriques, électriques, magnétiques et géothermiques, Paris, Gauthier-Villars, 1952, 715 p.

## Distinctions et hommages
- Officier de la Légion d'honneur (7 avril 1930)
- Officier de l'Instruction publique (13 juillet 1910)
- Officier de l'ordre du Mérite agricole (13 mars 1937)
- Officier de l'ordre de la Couronne d'Italie (1917)
- Officier de l'ordre de Léopold de Belgique
- Officier de l'ordre de Sant'Iago de l'Épée du Portugal (1925)

Un amphithéâtre de l'institut de physique du globe de Strasbourg porte le nom conjoint d'Edmond et de Jean-Pierre Rothé.